# Etiopski kozorog
Etiopski kozorog (Capra walie) je vrsta sisavca iz roda parnoprstaša (Artiodactyla) iz porodice šupljorožaca (Bovidae) iz roda koza. 

## Ugroženost
Etiopski kozorog je osobito ugrožena vrsta, zbog gubitka staništa. Procjenjuje se da danas ima samo 500 primjeraka koji žive na Etiopskoj visoravni, najviše u Semienskom gorju.